# Einwohnermeldeamt
Das Einwohnermeldeamt ist eine kommunale Behörde, die sich als Meldestelle mit der im Meldewesen verankerten Meldepflicht befasst.

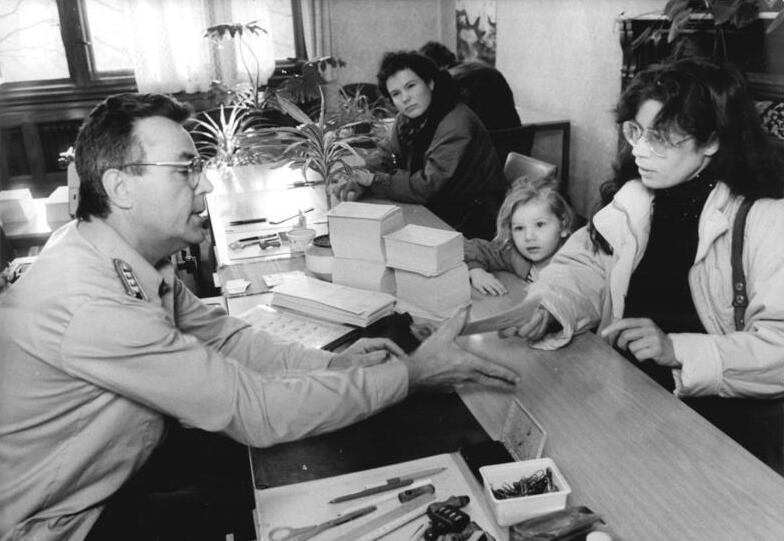
Im Meldeamt der Volkspolizei in der DDR konnten DDR-Bürger nach Inkrafttreten der neuen Reisegesetze am 10. November 1989 eine Genehmigung für eine Sofortreise in die BRD abholen.

- In Deutschland heißen diese Behörden Meldebehörden
- In Österreich ist ein Meldeamt Teil der Gemeindeverwaltung
- In der Schweiz und Liechtenstein heißt die entsprechende Stelle Einwohnerkontrolle oder Personenmeldeamt

## Deutschland

### Geschichte
Federführend für die Entstehung der Meldeämter in Berlin zeichnet der Regierungsbauinspektor und Schriftsteller Salomo Sachs. Seine Erfindung eines „fliegenden Catasters“ setzte sich 1812 in Berlin durch und verbreitete sich in Preußen. Die Aktualisierungen der Bürgerdaten mit ihren Aufenthaltsveränderungen erfolgte stündlich per Formular, in den neu geschaffenen 12 Ämtern und den Polizeirevieren der Stadt.
Seit Ende des 20. Jahrhunderts wurden die Aufgaben der Einwohnermeldeämter mit anderen kommunalen Dienstleistungen in sogenannten Bürgerämtern zusammengefasst. Auch andere Bezeichnungen wie Bürgerservice, Kundenzentrum, Servicepunkt, Bürgerladen, Bürgerdienste werden benutzt, um einerseits einen freundlicheren ersten Eindruck zu vermitteln und andererseits die geänderten Aufgabenbereiche deutlich zu machen.

### Rechtliches
Die Rechtsgrundlagen gehören zum Melderecht. Bis 2015 gehörte das Melderecht hinsichtlich der Gesetzgebungskompetenz zum Bereich der Rahmengesetzgebung (Art. 75 GG). Im Zuge der Föderalismusreform I wurde das Meldewesen der ausschließlichen Gesetzgebung des Bundes zugewiesen. Seit dem 1. November 2015 ist das Bundesmeldegesetz (BMG) in Kraft.
Der Zuständigkeitsbereich der kommunalen Dienstleistungszentren umfasst:
- An-, Ab- und Ummeldungen
- Führungszeugnisse (nur Beantragung)
- amtliche Beglaubigungen
- Haushaltsbescheinigung für Kindergeld
- Kinderreisepässe
- Passangelegenheiten
- Personalausweise
- Bevölkerungsstatistiken
- Auskünfte aus dem Melderegister
- Aufenthalts- und Meldebescheinigungen, Lebensbescheinigungen
- Adressänderung im Fahrzeugschein (nur in kreisfreien Städten, welche keinem Landkreis angehören, sonst ist das Landratsamt zuständig)
- Auszüge aus dem Gewerbezentralregister
- Untersuchungsberechtigungsscheine
- Wehrerfassung

## Österreich
Die Meldeämter sind in Österreich Teil der Gemeindeverwaltung; Meldebehörde selbst ist laut Meldegesetz der jeweilige Bürgermeister. In Österreich ist es möglich, eine An- und Abmeldung im gleichen Meldeamt (jenem, welches für den neuen Wohnsitz zuständig ist) durchzuführen; ebenso ist eine postalische An-, Ab- oder Ummeldung möglich. In den meisten Gemeinden sind die Meldeämter direkt in die Gemeindeämter integriert, in Wien sind die Magistratischen Bezirksämter zuständig, in Gemeinden mit einer Stadtpolizei mit eigener Dienststelle sind die Meldeämter häufig bei dieser untergebracht.

## Schweiz
Die Einwohnerkontrolle oder Personenmeldeamt ist eine kommunale Behörde in der Schweiz und Liechtenstein, die sich als Meldestelle mit der im Meldewesen verankerten Meldepflicht befasst. Diese Behörde stellt den ersten Kontakt mit der Stadtverwaltung her. Sie ist zuständig für die Anmeldung von Neuzuzügen, von ihr werden auch sämtliche Wegzüge, Adressänderungen oder andere Änderungen bezüglich der Personalien einer Einwohnerin und/oder eines Einwohners bearbeitet. Sie nimmt auch verschiedene Gesuche im Zusammenhang mit der fremdenpolizeilichen Regelung des Aufenthalts ausländischer Personen entgegen, prüft diese und leitet sie an das Kantonale Migrationsamt weiter.